# Multi-Racing Championship
Multi-Racing Championship (MRC) est un jeu vidéo de course sorti en 1997 sur Nintendo 64. Le jeu a été développé par Genki puis édité par Imagineer et Ocean Software.